# Cusiala disterminata
Cusiala disterminata är en fjärilsart som beskrevs av Walker 1860. Cusiala disterminata ingår i släktet Cusiala och familjen mätare. Inga underarter finns listade i Catalogue of Life.